# 可不
可不是音乐的同位体的Cevio AI歌声库，于2021年7月7日发行，旨在还原花譜的歌声特质。可不的虚拟形象既同名虚构人物是Palow基于花譜在2018年出道使用的虚拟形象改编。曾计划的Synthesizer V AI版取消发行。
可不通常运用于Vocaloid音乐圈创作者“Vocaloid-P”发布的歌曲中，作合成演唱部分和充当特色表演者，其中Tsumiki的〈Phony〉、Iyowa的〈Kyu-Kurarin〉和柊Magnetite的〈Marshall Maximizer〉流行一时而登上Billboard Japan Heatseekers Songs。

## 版本
可不，品名《音乐的同位体：可不》是作为Cevio AI Song Editor的歌声插件于2021年7月7日由Thinkr发行。已取消的第二版歌声库《音乐的同位体：可不——Collaboration with Synthesizer V AI / The Right Stuff ver.
》是作为Synthesizer V Studio的歌声插件计划由Thinkr发行。

## 发展
音乐的同位体（音楽的同位体，直译：「音乐性同位素」）是日本艺人经纪公司Thinkr旗下音乐厂牌神椿工作室策划的项目，根据厂牌演唱组合虚拟魔女现象的五名成员花谱、理芽、春猿火、异世界情绪和幸祜为蓝本开发成五种语音库，Thinkr最先与语音合成技术Cevio AI的发行商Cevio Project合作技术支持，之后更换为Synthesizer V和文本转语音软件Voicepeak的发行商AHS。
神椿工作室的总制作人PiedPiper表示可不是与粉丝一起创作艺术作品的项目。2020年10月15日至17日，神椿发起一次针对可不声音的意见调查，提供Type A、Type B和Type C三个不同风格的选项。最终在19日公布调查结果，有65%的人选择与花譜声音很相像的Type A，但花譜同日发布了一篇小文章，表达了「不愿可不的声音与自己相像」的想法，最终，可不的声音便定为音色有着稍微差异的Type B。可不的名称是由项目制作人同项目工作人员命名，取自与花谱读音相同的日本汉字，这是作为音乐的同位体的独有的设计规则之一，概念为「可能性」和「不可解」，可不的英文名「Kafu」寓意「Kaf」（花譜英文名）加「You」（你）。可不的虚拟形象既同名虚构人物是神椿工作室签约的插画师Palow基于花譜在2018年初次亮相时使用的虚拟形象设计，整体白色的主色调同样是音乐的同位体的设计规则之一，神椿希望用户能够将它们染成各种颜色，可不的三维人体模型是由日本视频制作公司Eallin Japan创建。
Thinkr允许用户免费将音乐的同位体里五种歌声库的合成音频用于收益，前提是用户不能在歌曲的元数据如封面、标题和演出者等显著标识五种歌声库的名称，但可以在封面上或特定网站上轻微说明，否则需要通过Thinkr授权的日本数字音樂匯集商TuneCore Japan或Thinkr母公司愛貝克思旗下匯集商Big Up!支付使用费。此外，Thinkr还允许用户在非收益目的下发布角色方面的衍生作品。

### 发行
2020年10月10日，可不首次公布，神椿工作室在花譜的线上演唱会「不可解貳Q1」结束后宣布可不的Cevio AI版即将在同年冬季发售。2021年3月14日，神椿开启Cevio AI版歌声库的预售，并宣布发售日定在本年5月31日。2021年5月1日，神椿宣布由于生产问题发售日推迟至7月7日。此外，在Cevio AI版的DVD入门套件里附带一张CD合辑《Kaf+You Kafu Compilation Album》。2023年7月7日，神椿在音乐的同位体登场角色组合V.I.P（Virtual Isotope Phenomenon，“虚拟同位素现象”）的翻唱演唱会“Marshmallow Live”结束后宣布可不的Synthesizer V AI版歌声库即将于同年冬季发行。2023年12月13日，神椿发布其Synthesizer V AI版的首部演示视频，在视频说明中写道此版名为“The Right Stuff ver.”（正しい資質，“正确的东西版”），希望能让充分了解花谱与可不之间的关系和背景的人们来使用。2023年12月23日，神椿宣布其Synthesizer V AI版推迟发布，新发行日期未定。2025年1月19日，神椿宣布，在開發團隊一年內多次試驗與調整，仍發現無法滿足花譜的意願而決定其Synthesizer V AI版取消发行。

## 其他媒体

### 合辑
| 标题                                                | 专辑详情                                                                         | 最高排行榜名次 | 销量 | 认证 |
| 标题                                                | 专辑详情                                                                         | 日本           | 销量 | 认证 |
| --------------------------------------------------- | -------------------------------------------------------------------------------- | -------------- | ---- | ---- |
| 《Symmetry》（シンメトリー，“非对称”）                          | - 发行日期：2021年11月24日 - 唱片公司：神椿唱片（Kamitsubaki Record） - 格式：CD | ——             |      |      |
| 《Kaf+You Kafu Compilation Album》 （演出者：群星） | - 发行日期：2021年12月18日 - 唱片公司：神椿唱片 - 格式：流媒体，数字下载         | ——             |      |      |
| 《Kaf+You Kafu Compilation Album Symmetry》（KAF+YOU KAFU COMPILATION ALBUM シンメトリー）     | - 发行日期：2021年12月18日 - 唱片公司：神椿唱片 - 格式：流媒体，数字下载         | ——             |      |      |
| 《Kaf+You Kafu Compilation Album Symmetry Vol.2》   | - 发行日期：2021年12月31日 - 唱片公司：神椿唱片 - 格式：流媒体，数字下载         | ——             |      |      |
| 《Kaf+You Kafu Compilation Album Symmetry Vol.3》   | - 发行日期：2022年3月2日 - 唱片公司：神椿唱片 - 格式：流媒体，数字下载           | ——             |      |      |
| 《Kenran no Asymmetry》（絢爛のアシンメトリー，“绚烂的非对称”）         | - 发行日期：2022年7月13日 - 唱片公司：神椿唱片 - 格式：流媒体，数字下载          | ——             |      |      |
| 《Mugen no Asymmetry》（夢幻のアシンメトリー，“梦幻的非对称”）          | - 发行日期：2022年7月20日 - 唱片公司：神椿唱片 - 格式：流媒体，数字下载          | ——             |      |      |
| 《Keshou no Asymmetry》（結晶のアシンメトリー，“结晶的非对称”）         | - 发行日期：2022年7月27日 - 唱片公司：神椿唱片 - 格式：流媒体，数字下载          | ——             |      |      |
| 《Kishoku no Asymmetry》（喜色のアシンメトリー，“喜色的非对称”）        | - 发行日期：2023年9月27日 - 唱片公司：Phenomenon唱片 - 格式：流媒体，数字下载    | ——             |      |      |
| “——”表示专辑未上榜或未在该地区发行。                |                                                                                  |                |      |      |

## 流行文化中

### 音乐排行榜上的歌曲
- 〈Phony〉是Tsumiki（日语：ツミキ）的歌曲，首次收录于可不首张合集《Symmetry》，音乐视频于2021年6月5日播出。此曲是在Tsumiki制作完他的个人专辑《Sakkac Craft》之后，应可不的推广邀请，结合社交平台的发展和戴口罩防护新冠肺炎的情况下，以“谎言”和“欺骗”等主题创作的歌曲。[19][20]此曲的风格迎合大众，[21]旋律十分跳跃，表达了在现实世界中需要伪装自己的挣扎和不满，并且，可不的表现力也展现了Vocaloid歌曲（日语：ボカロ (音楽ジャンル)）在当时的新可能性。[22]

关于其商业表现，此曲在Billboard Japan Heatseekers Songs最高位列第10，Billboard Japan Download Songs最高位列第74。
- 〈Kyu-Kurarin〉（きゅうくらりん，直译：「（心跳）怦怦头晕」）是Iyowa（日语：いよわ）的歌曲，收录于Iyowa第二张录音室专辑《Watashi no Heritage》（わたしのヘリテージ，“我的遗产”）。此曲作为单曲于2021年9月4日自行发行，音乐视频于2021年7月17日播出。此曲讲述恋爱中的女孩遇到问题和心里感到不安，音乐视频中的女孩名叫Kurari，此曲的创作灵感来自日本视频游戏《心跳文学部》中的女主角纱世里，在作曲上一定程度受到日本视频游戏《太鼓达人》歌曲〈Sotsuomeshiki〉（そつおめしき，“毕业典礼”）的影响，因为Iyowa从小接触并且喜欢着南梦宫的游戏音乐。[25]此曲在Billboard Japan Heatseekers Songs最高位列第11。[26]

- 〈Marshall Maximizer〉（マーシャル・マキシマイザー，“马歇尔最大化者”）是柊Magnetite（日语：柊マグネタイト）的歌曲，首次收录于《Symmetry》，音乐视频于2021年8月21日播出。此曲拥有快节奏的速度，日语和英语混搭的歌词，另外歌词中的故事也持续引发听众讨论。[27]此曲在Billboard Japan Heatseekers Songs最高位列第17。[28]

### Niconico動畫上观看次数超过一百万的音乐视频
在日本弹幕式视频分享网站Niconico動畫观看次数超过一百万的音乐视频如下，此类视频会注明标签“Cevio传说达成”（CeVIO伝説入り）：
| 标题                                                                                | 上传者               | 上传日期       | 达成时间      | 专辑                                            |
| ----------------------------------------------------------------------------------- | -------------------- | -------------- | ------------- | ----------------------------------------------- |
| 〈Cute na Kanajo〉（キュートなカノジョ，“可爱的女朋友”）                                              | Syudou               | 2021年2月20日  | 67日20时9分   | 《Symmetry》                                    |
| 〈Phony〉                                                                           | Tsumiki              | 2021年6月5日   | 80日11时24分  | 《Symmetry》                                    |
| 〈Marshall Maximizer〉                                                              | 柊Magnetite          | 2021年8月21日  | 98日11时36分  | 《Symmetry》                                    |
| 〈Sekai-chan to Kafu-chan no Otsukai Gassōkyoku〉（星界ちゃんと可不ちゃんのおつかい合騒曲，“小星界和小可不的跑腿合奏曲”） | Minami no Minami（南ノ南） | 2022年10月7日  | 140日18时1分  | 《Minaminoism-20212022-》（みなみのいずむ-20212022-，“南之主义”）       |
| 〈Kyu-Kurarin〉                                                                     | Iyowa                | 2021年8月29日  | 164日17时18分 | 《Watashi no Heritage》                         |
| 〈Ch4nge〉                                                                          | Giga                 | 2021年12月25日 | 191日0时42分  | 非专辑单曲                                      |
| 〈Hanataba〉（ハナタバ，“花束”）                                                            | Mimi                 | 2022年11月19日 | 219日0时45分  | 《Yorutsumugi》（よるつむぎ，“夜晚积木”）                 |
| 〈Cat Loving〉（キャットラビング，“猫喜爱”）                                                        | 香椎Moimi（香椎モイミ）        | 2021年7月17日  | 276日23时58分 | 《Kenran no Asymmetry》                         |
| 〈Karappo no Melody〉（空っぽのメロディー，“空洞的旋律”）                                             | Umikun               | 2021年12月10日 | 280日20时56分 | 《Kimi ga Ikita Natsu》（君が生きた夏，“你生活的那个夏天”） |
| 〈Kūninaru〉（くうになる，“变得空虚”）                                                        | Mimi                 | 2022年1月15日  | 575日14时19分 | 非专辑单曲                                      |
| 截止2023年10月27日。                                                                |                      |                |               |                                                 |

## 其他人物

### 里命
里命是音乐的同位体中基于歌手理芽（理芽）的语音库系列。2022年7月7日，神椿工作室公布里命的Cevio AI版歌声库《音乐的同位体：里命》即将于同年10月25日发行。2022年10月25日，里命的Cevio AI版歌声库发行。2023年12月18日，神椿公布里命的Voicepeak版语音库《音乐的同位体：里命——Talk Extention Collaboration with Voicepeak》即将于2024年2月26日发行。

#### 合辑
- 《Paranormal》（パラノーマル，“超自然现象” 2023年）
- 《Zankyō no Paranormal》（残響のパラノーマル，“余音的～”，2023年）
- 《Tamayura no Paranormal》（玉響のパラノーマル，“短暂的～”，2023年）
- 《Kōkyō no Paranormal》（交響のパラノーマル，2023年）
- 《Kūsō no Paranormal》（空想のパラノーマル，2023年）

### 狐子
狐子是音乐的同位体中基于歌手幸祜（幸祜）的语音库系列。2022年，神椿工作室在幸祜翻唱演唱会「Arare Live 2」上公布狐子的Cevio AI版歌声库《音乐的同位体：狐子》即将于2023年1月25日发行。2023年1月25日，狐子的Cevio AI版歌声库发行。2024年1月25日，狐子的Voicepeak版语音库《音乐的同位体：狐子——Talk Extention Collaboration with Voicepeak》发行。

#### 合辑
- 《Innocence》（イノセンス，“纯真”，2023年）
- 《Karen no Innocence》（可憐のイノセンス，2023年）
- 《Ranman no Innocence》（爛漫のイノセンス，2023年）
- 《Hiyoku no Innocence》（比翼のイノセンス，2023年）

### 羽累
羽累是音乐的同位体中基于说唱歌手春猿火（春猿火）的语音库系列。2023年11月23日，羽累的Cevio AI版歌声库《音乐的同位体：羽累》发行。